# ديفيد باتون بلفور
ديفيد باتون بلفور (بالإنجليزية: David Paton Balfour)‏ هو كاتب يوميات وفلاح نيوزيلندي، ولد في 12 يوليو 1841 في اسكتلندا في المملكة المتحدة، وتوفي في 13 يوليو 1894.